# Хуан Посадас
Хуа́н Поса́дас (исп. Juan Posadas, 20 января 1912 — 14 мая 1981); настоящее имя Оме́ро Ро́муло Криста́ли Фрасне́льи (исп. Homero Rómulo Cristali Frasnelli) — аргентинский политик и уфолог, сапожник по специальности; троцкист, заложивший основы своеобразного течения, называемого посадизмом.

## Ранние годы
Посадас родился в Аргентине в семье итальянских иммигрантов из города Матера. В юности получил известность как футболист, игравший за клуб «Эстудиантес» (исп. Estudiantes de La Plata).
В 1930-е годы работал сапожником, и организовал профсоюз сапожников и кожевенных рабочих в городе Ко́рдова. В этот период выставлялся кандидатом на провинциальных выборах в Буэнос-Айресе от Социалистической рабочей партии. Затем вступил в Революционную социалистическую партию, которая присоединилась к Четвёртому интернационалу в 1941 году.

## В троцкистском движении
Посадас стал лидером Латиноамериканского бюро Четвёртого интернационала, и под его руководством троцкистское движение стало распространяться по всему региону. Особым влиянием троцкисты пользовались среди кубинских железнодорожных рабочих, боливийских шахтёров и сельскохозяйственных рабочих в Бразилии.
В 1946 году была создана Революционная рабочая партия. Когда в 1953 году в Четвёртом интернационале произошёл раскол, Посадас и его сторонники поддержали Мишеля Пабло и Международный секретариат. Однако к 1959 году отношения между Латиноамериканским бюро и Международным секретариатом были довольно напряжёнными. Претензии к международному руководству заключались в том, что оно недостаточно уверенно рассматривает революционные перспективы. Также различия заключались в подходах к ядерной войне. Посадас считал, что ядерная «война — революция» может «привести к гибели сталинизма и капитализма», и что ядерная война неизбежна и желательна для формирования социалистического общества. Посадас и его сторонники, в основном сконцентрированные в Аргентине, откололись от МСЧИ в 1962 году.

## Ядерная война
Сторонники Посадаса, называвшие себя посадистами, основали в 1962 году собственный интернационал — Четвертый интернационал (посадистский). На его учредительной конференции провозглашалось:

«Атомная война неизбежна. Это будет гибель для половины человечества. Это приведет к гибели огромного человеческого наследия. Это более, чем вероятно. Атомная война превратит Землю в настоящий ад. Но это не остановит приход коммунизма».
Посадас писал:

«Ядерная война — это одновременно революционная война. Она нанесет огромный ущерб человечеству, но она не понизит уровень сознательности человечества. Человечество будет быстро двигаться вперед через атомную войну в новое человеческое общество — социализм».
Энтузиазм Посадаса относительно ядерной войны усилился в 1970-е годы, когда посадистский Интернационал опубликовал требование к Советскому Союзу и Китайской Народной республике начать превентивную ядерную войну против США, чтобы положить конец капитализму.

## Куба
Посадистская группа на Кубе стала достаточно заметна благодаря Кубинской революции, хотя и играла в ней незначительную роль. Посадистские партизаны боролись рядом с партизанами Кастро и Че Гевары в 1959 году. После раскола 1962 года кубинская секция Четвёртого интернационала поддержала Посадаса. В 1960-е годы посадистская Революционная рабочая партия была единственной троцкистской организацией, существовавшей на Кубе.
В 1961 году кубинская секция посадистов требовала от правительство Кастро, чтобы оно ликвидировало американскую военную базу Гуантанамо. Они организовали рабочих в городе Гуантанамо для движения к военной базе. Это вызвало раздражение некоторых членов правительства. В апреле 1961 года несколько активистов сталинистской Народно-социалистической партии Кубы устроили набег на штаб-квартиру посадистов и уничтожили печатное оборудование. Посадистская секция на Кубе становилась все более воинственной, и в итоге была запрещена правительством.

## НЛО
С 1968 года Посадас также стал известен своей теорией относительно НЛО. Он верил, что существование НЛО подтверждает существование социализма на других планетах, что только социалистическое общество способно создать технологии, необходимые для межпланетных путешествий. Кроме того, он утверждал, что обитатели НЛО могут помочь в осуществлении социалистической революции на Земле.
В его брошюре «Летающие тарелки, движение вещества и энергии, наука и социализм» (фр. «Les Soucoupes Volantes, le processus de la matiere et de l'energie, la science et le socialisme», англ. «Flying Saucers, the process of matter and energy, science and socialism») Посадас размышлял, что НЛО не будут задерживаться на Земле очень надолго потому, что «капитализм не интересен пилотам НЛО… Также и советская бюрократия им не интересна, так как она не обладает никакими перспективами». Его работа заканчивалась словами:

«Мы должны призывать существ с других планет, чтобы они начали сотрудничать с жителями Земли и помогли преодолеть несчастья. Мы должны просить дать нам их ресурсы, которые могли бы нам помочь».
Одержимость посадистов идеей НЛО стала поводом для иронических замечаний, что Троцкий выступал против теории «социализма в одной стране», а Посадас выступает против теории «социализма на одной планете».

## Последние годы
Посадас обладал большим самомнением, и его статьи часто заканчивались фразами вроде «Долгой жизни Посадасу!» или «Да здравствует товарищ Посадас!»
В последние годы Посадас занимался различными эзотерическими идеями, близкими движению «нью-эйдж», и писал о коммуникациях с дельфинами и человеческой жизни под водой.
После его смерти в мае 1981 года в Италии, Мишель Пабло написал некролог, где назвал Посадаса «безумным проповедником „перманентной революции“ одновременно и всюду, до разрастания её до межпланетных масштабов».